# Andrea Angiulli
Andrea Angiulli (Castellana, 12 febbraio 1837 – Napoli, 2 gennaio 1890) è stato un filosofo e pedagogista italiano, importante esponente del positivismo pedagogico italiano.

## Biografia
Inizialmente allievo di Bertrando Spaventa, uno degli interpreti del pensiero hegeliano in Italia, successivamente Angiulli si allontanò dalla scuola hegeliana napoletana dopo un soggiorno biennale di studi in Germania nonché in Francia e in Inghilterra, dove conobbe la sua futura sposa: Mary della nobile famiglia dei Romano di Patù, nipote di Liborio Romano. Aderì al positivismo, ma rifiutò l'agnosticismo di Herbert Spencer, mentre ritenne possibile giustificare la "religione dell'umanità" (di Auguste Comte) in base alle scienze positive.
Iniziò la sua carriera d'insegnante di filosofia nel liceo "Vittorio Emanuele" di Napoli. In seguito divenne professore di antropologia e pedagogia nell'università di Bologna (1871-1876) e dal 1876 ordinario di pedagogia in quella di Napoli, dove fu anche incaricato dell'insegnamento di etica e di filosofia teoretica.
Fu più volte assessore alla pubblica istruzione nel Comune di Napoli dal 1884 e candidato senza successo al parlamento nazionale. Angiulli era ritenuto un progressista vicino al socialismo che egli invece contestava come dimostra la sua corrispondenza epistolare con Marx che aveva avuto modo di conoscere in Germania.
Massone, fu affiliato Maestro nella Loggia Fede italica di Napoli il 7 febbraio 1889. 

## Il pensiero pedagogico
Angiulli riteneva che ci si dovesse adoperare per una riforma dell'istruzione in senso popolare e nazionale inserendo questo progetto nell'ambito di un rinnovamento dell'intera società che solo tramite l'educazione sarebbe riuscita a mantenere nel tempo le proprie caratteristiche. Occorreva dunque una fusione fra cultura, sistemi educativi e la politica sociale realizzando così il programma del pensiero positivista che, secondo Angiulli, ha un valore soprattutto pedagogico, di una pedagogia scientifica, secondo i dettami positivisti, ma anche letteraria e liberale.
La pedagogia quindi non potrà non tener conto dell'antropologia che dimostra l'importanza della famiglia come nucleo fondante della società e della sociologia che stabilisce il collegamento tra educazione e una politica laica e liberale. 
È nella famiglia, secondo Angiulli, che avviene la prima forma di pedagogia dove il padre rappresenta l'autorità e la madre il temperamento, tramite l'affetto, dei comportamenti infantili: elementi questi essenziali destinati alla formazione armonica di un cittadino in grado di esprimere solidarietà sociale e volontà di progredire affiancato da costumi clericali che caratterizzavano i primi anni della nascita dello stato unitario italiano.

## Opere

### Filosofia
- La filosofia e la ricerca positiva: quistioni di filosofia contemporanea (1868)
- Gli hegeliani e i positivisti in Italia e altri scritti inediti, a cura di A. Savorelli (1992)

### Pedagogia
- La pedagogia lo stato e la famiglia (1876)
- La filosofia e la scuola (1888)

## Curiosità
- Al professore è stata intitolata, nel 1906, la Società Ginnastica Angiulli di Bari.